# Кінг-Крістіан
Кінг-Крістіан (англ. King Cristian Island) — острів Канадського Арктичного архіпелагу. Належить до Островів Королеви Єлизавети та до групи островів Свердрупа. Станом на 2012 рік — безлюдний.

## Географія

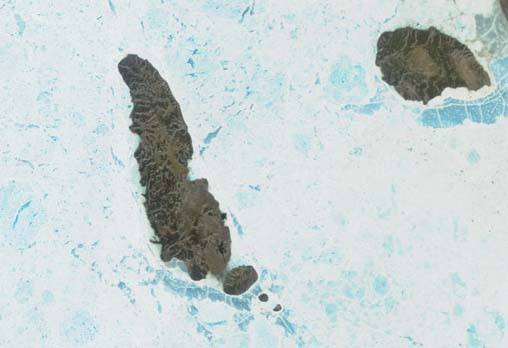
Острови Логід (ліворуч) та Кінг-Крістіан (праворуч). Аерокосмічний знімок NASA

Острів розташований у західній частині Островів Королеви Єлизавети за 13,5 км від південно-західного узбережжя острова Еллеф-Рінгнес, від якого Кінг-Крістіан відділяє протока Датч. Далі на південь, через протоку Мак-Клін, лежить острів Батерст. Крім Еллеф-Рінгнеса, найближчим сусідом острова Кінг-Крістіан є острів Логід, розташований за 67 км на південний захід.
Площа становить 645 км². Довжина берегової лінії 116 км. Довжина острова становить 40 км, найбільша ширина — 26 км. Рельєф плавно підвищується від широкої берегової смуги до злегка горбкуватої рівнини з висотами від 40 до 110 м у внутрішній частині острова. Найвища точка острова лежить на висоті 165 м над рівнем моря і має неофіційну назву «гора Кінг-Крістіан».

## Історія
Острів відкрив 1901 року Отто Свердруп, який і дав йому назву. 1916 року Вільялмур Стефанссон вперше дослідив острів.